# Licodia Eubea
Licodia Eubea es una localidad italiana de la provincia de Catania , región de Sicilia, con 3.160 habitantes.

Ubicación de la ciudad de Licodia Eubea dentro de la provincia de Catania.

## Evolución demográfica
| Gráfica de evolución demográfica de Licodia Eubea entre 1861 y 2001 |
|                                                                     |
| Fuente ISTAT - elaboración gráfica de Wikipedia                     |